# Ергенският запой (филмова поредица)
Ергенският запой (на английски: The Hangover) е поредица от американски комедийни филми, по сценарий на Джон Лукас и Скот Мур и режисирани от Тод Филипс. Трите филма проследяват злополуките на четирима приятели, чиято група е известна като Глутницата, които пътуват, за да присъстват на ергенско парти. Във всеки от тях трима от приятелите търсят четвъртия, първите два филма се фокусират върху събитията след нощите на разврат, съответно в Лас Вегас, щат Невада, САЩ и в Банкок, Тайланд, а третият – пътешествие и отвличане вместо ергенско парти. Всеки филм от поредицата се фокусира върху това как приятелите се справят с последиците от своите лудории, често търпейки и унижения и побои. Филмите са издадени от 2009 до 2013 г. и събират общо 1,4 милиарда долара приходи в Съединените щати и по света.

## Сюжет

### Ергенският запой/Последният ергенски запой(2009)
Фил Уенек, Стю Прайс и Алън Гарнър пътуват до Лас Вегас за ергенско парти, за да отпразнуват предстоящата сватба на техния приятел Дъг Билингс. След празненството се събуждат без спомен за събитията от предишната нощ и трябва да намерят Дъг, преди сватбата да се състои.

### Ергенският запой: Част II/Поредният ергенски запой(2011)
Фил, Стю, Алън и Дъг пътуват до Тайланд за сватбата на Стю. След ергенското парти в Лас Вегас от предишния филм, Стю не рискува и избира безопасно ергенско парти. Все пак те така се напиват, че отново не помнят нищо от предишната нощ. Изгубват и Теди, бъдещият шурей на Стю, и го търсят из града.

### Ергенският запой: Част III(2013)
Фил, Стю и Дъг живеят щастливо и безпроблемно у дома, а само Алън не е доволен. Все още лишен от цел в живота, той е оставил лекарствата си и се е отдал на естествените си импулси, но преждевременната смърт на баща му го принуждава най-накрая да преосмисли начина си на живот и да потърси помощта, от която се нуждае. Другите са там, за да гарантират, че ще направи първата крачка, обаче нещата отново се объркват. Групата пак тръгва на път. Накрая Алън се жени за Касандра и напуска Глутницата.

## Заснемане
Джон Лукас и Скот Мур пишат сценария на първия филм, след като чуват как приятел на изпълнителния продуцент Крис Бендър изчезва след ергенското си парти в Лас Вегас. Те го продават на Уорнър Брос за 2 милиона долара. Тод Филипс и Джеръми Гарлик пренаписват сценария, за да присъстват в сцените тигър, бебе и полицейска кола, както и боксьорът Майк Тайсън. Снимат в Невада в продължение на 15 дни.
„Уорнър Брос“ наема Филипс и Скот Армстронг да напишат сценария на продължението. В главните роли са същите актьори (кастинг - март 2010 г.)  Снимките започват през октомври 2010 г. в Онтарио, Калифорния, по-късно екипът се мести в Тайланд.
Филипс за първи път обявява планове за трети филм през май 2011 г., дни преди премиерата на втората част. Крег Мейзин, който е съсценарист на предишния филм, също е привлечен през май за сценария на третия. Главните актьори подписват договорите си през януари 2012 г. и продукцията започва през септември 2012 г. в Лос Анджелис, Калифорния, преди да се премести в Ногалес, Аризона и Лас Вегас, Невада. Премиерата на филма е на 23 май 2013 г.

## Постижения

### Касов успех
| Филм                       | Премиера    | Бруто                 | Бруто           | Бруто           | Бруто          | Класиране         | Класиране        | Бюджет       | Източници |
| Филм                       | Премиера    | Уикенд на откриването | Северна Америка | Други територии | Световен мащаб | За всички времена | В световен мащаб | Бюджет       | Източници |
| -------------------------- | ----------- | --------------------- | --------------- | --------------- | -------------- | ----------------- | ---------------- | ------------ | --------- |
| Eргенският запой           | 5 юни 2009  | $44,979,319           | $277,322,503    | $190,161,409    | $467,483,912   | #99               | #229             | $35 милиона  | [ 15 ]    |
| Ергенският запой: Част II  | 26 май 2011 | $85,946,294           | $254,464,305    | $332,300,000    | $586,764,305   | #118              | #293             | $80 милиона  | [ 16 ]    |
| Ергенският запой: Част III | 23 май 2013 | $41,671,198           | $112,200,072    | $249,800,000    | $362,000,072   | #600              | #343             | $103 милиона | [ 17 ]    |
| Общо                       |             |                       | $643,986,880    | $772,261,409    | $1,416,248,289 |                   |                  | $218 милиона |           |

### Оценки на критиката
| Филм                       | Rotten Tomatoes  | Metacritic         | CinemaScore |
| -------------------------- | ---------------- | ------------------ | ----------- |
| Ергенският запой           | 79% (241 мнения) | 73/100 (31 мнения) | A           |
| Ергенският запой: Част II  | 34% (249 мнения) | 44/100 (40 мнения) | A−          |
| Ергенският запой: Част III | 20% (203 мнения) | 30/100 (37 мнения) | B           |